# دارت لایت ریل
دارت لایت ریل (به انگلیسی: DART Light Rail)نام خطوط قطار سبک شهری در کلان-شهر دالاس و حومه‌آن در تگزاس است که در سال ۱۹۹۶ میلادی تأسیس گردید.
این قطار شهری ۴ خط دارد، که مجموعاً دارای ۶۴ ایستگاه می‌باشد و هم‌اکنون طول آنها ۱۵۰ کیلومتر است.خطوط آن به ترتیب قرمز، آبی، سبز و نارنجی یکی از طولانی‌ترین خطوط قطار شهری در ایالات متحده به‌شمار می‌رود.